# Fiavé
Fiavé település Olaszországban, Trento megyében. Lakosainak száma 1036 fő (2023. január 1.). Fiavé Comano Terme, Bleggio Superiore, Ledro és Tenno községekkel határos.

## Népesség
A település népességének változása:
| Lakosok száma | 1125 | 1118 | 1106 | 1088 | 1036 |
|               | 2014 | 2015 | 2017 | 2018 | 2023 |